# Bramfelder Dorfgraben
Der Bramfelder Dorfgraben ist ein rund 430 Meter langer Bach in Hamburg-Bramfeld. Er beginnt etwa 90 Meter westlich des Bramfelder Dorfplatzes und der Bramfelder Chaussee (ehemalige Bundesstraße 434) am oberen Ende einer öffentlichen Grünfläche und fließt in westliche Richtung, wobei die Fabriciusstraße und der Günselstieg unterquert werden, um dann als ihr einziger Zufluss in die Seebek zu münden, die hier die Grenze zwischen Bramfeld und Steilshoop bildet.
Die Grünfläche im oberen Abschnitt des Grabens hätte Teil der Stadtbahn-Trasse zwischen Steilshoop und Bramfeld werden sollen. Nach Einstellung der Stadtbahn-Pläne sind dort nun eine neue Durchfahrtsstraße zwischen Bramfelder Chaussee und Fabriciusstraße sowie mehrere neue Wohnhäuser in Bau. Der Bramfelder Dorfgraben wird dabei neugestaltet.

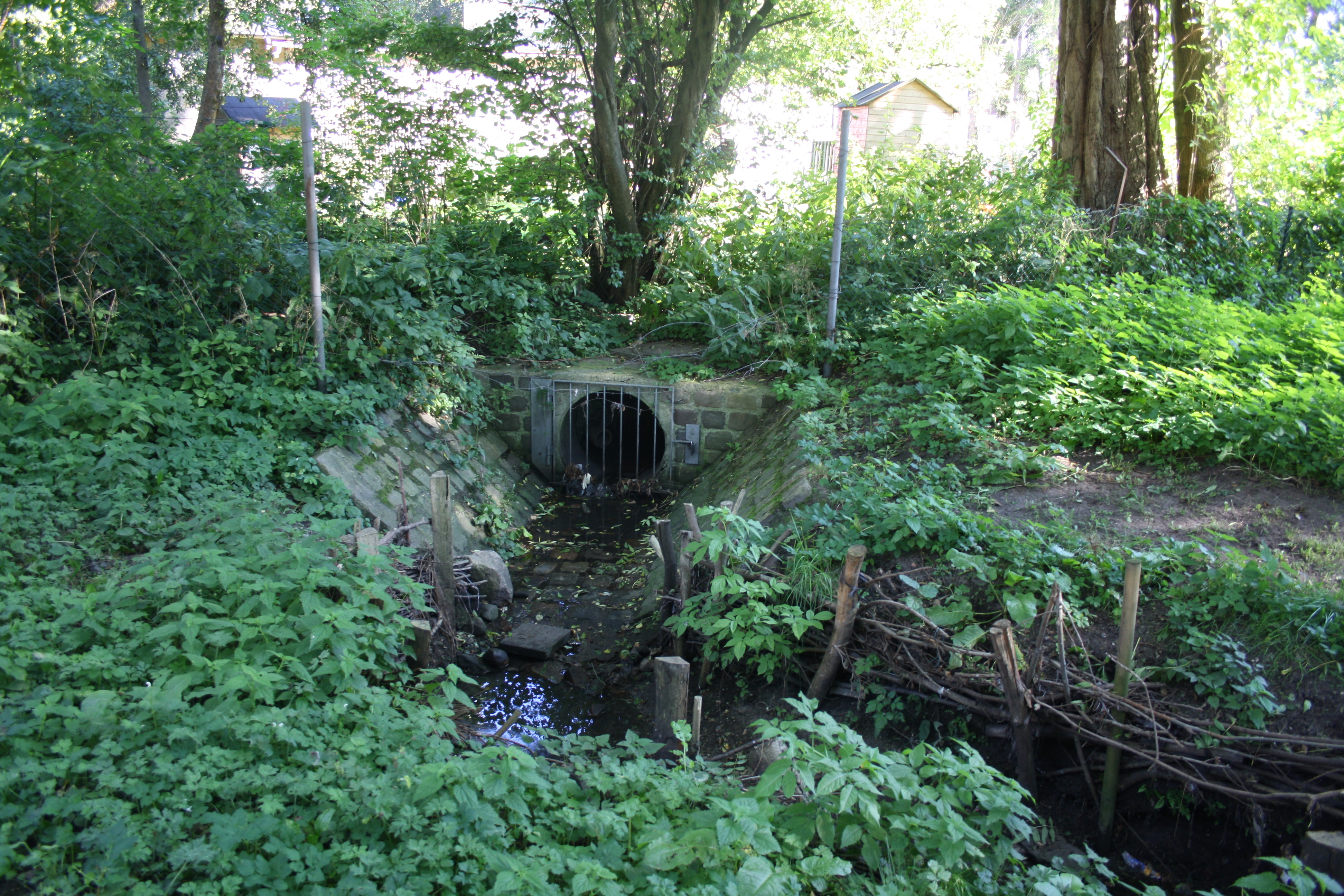
Ursprung
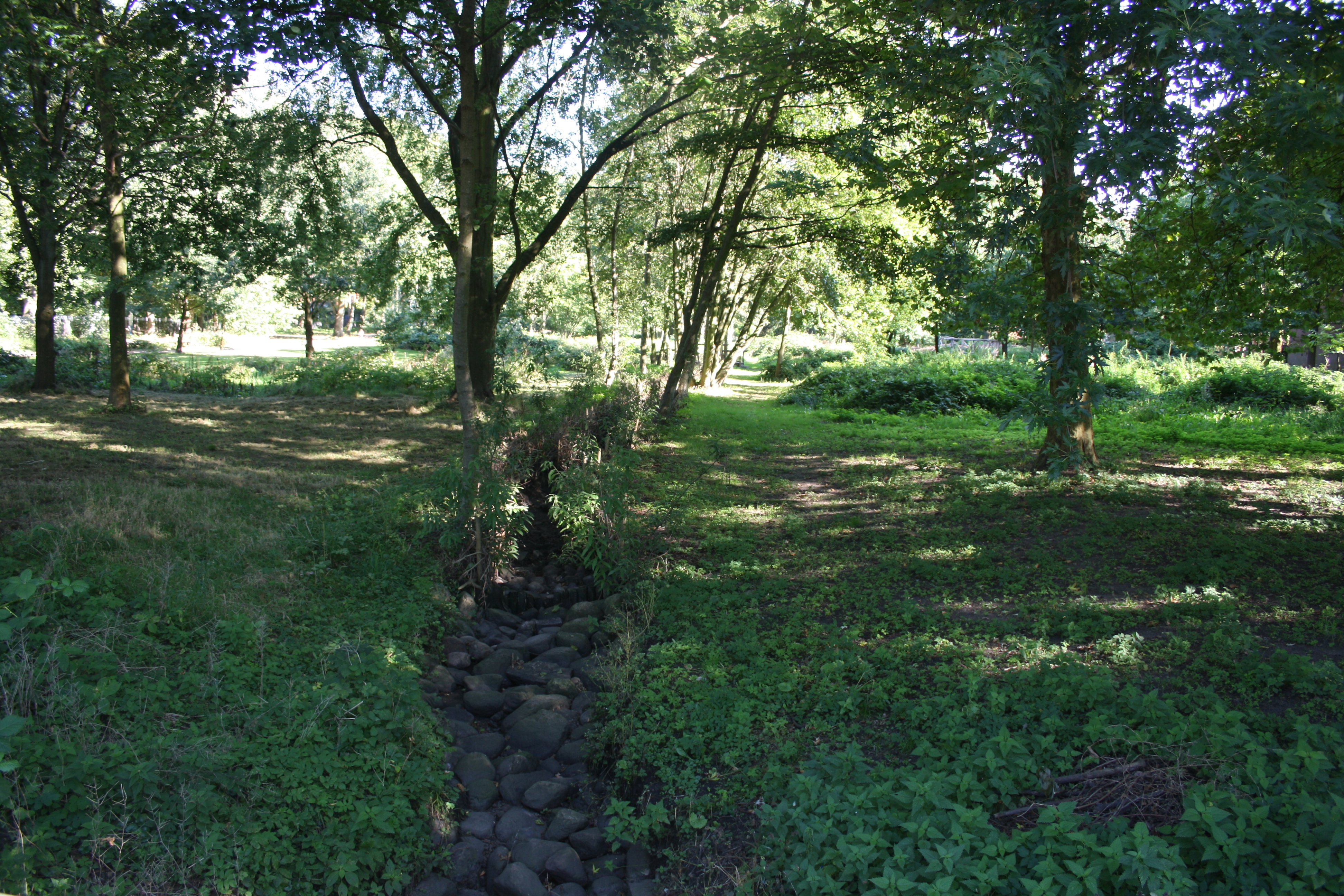
Verlauf innerhalb der Grünanlage
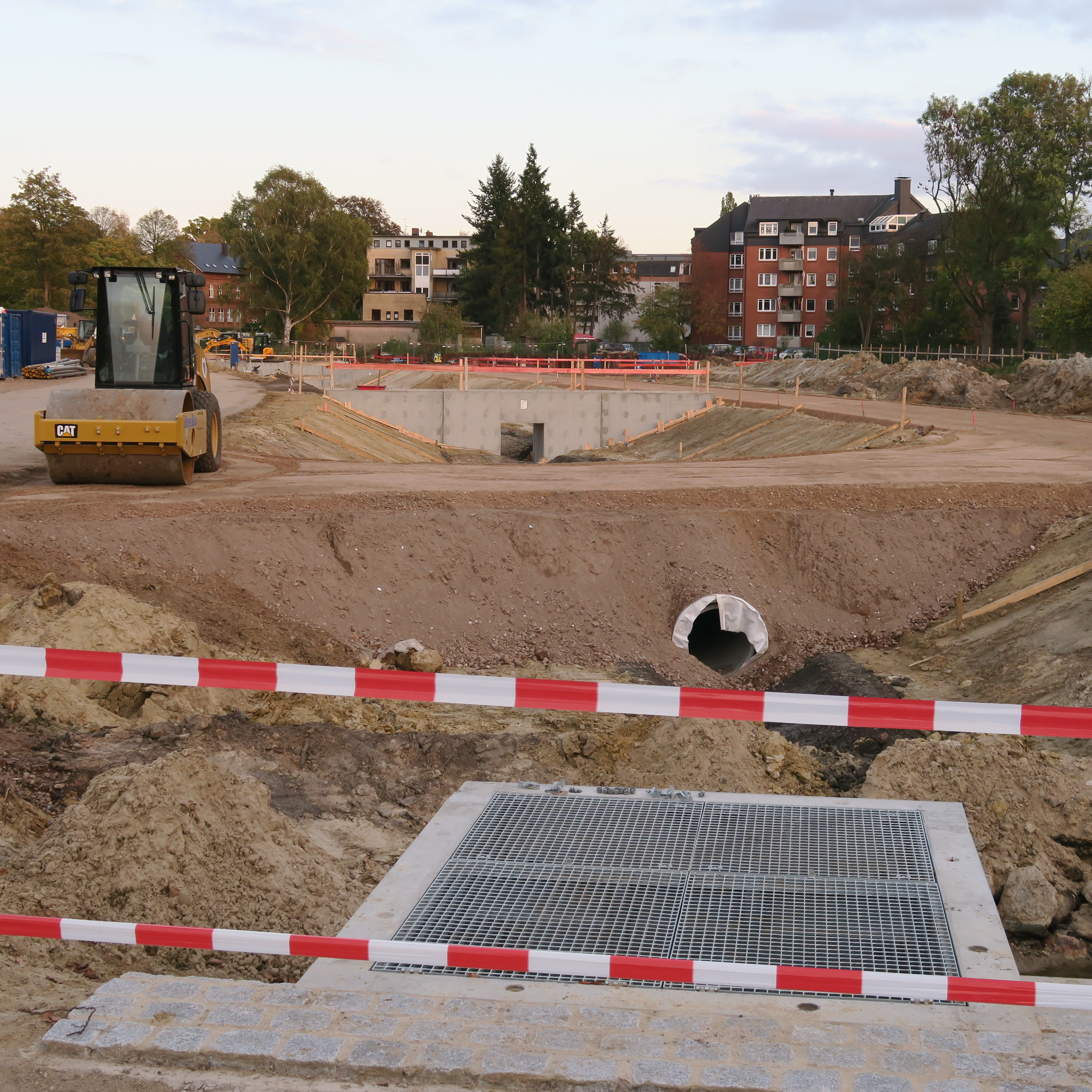
Umbau (Stand: Oktober 2018)